# Lindera kinabaluensis
Lindera kinabaluensis är en lagerväxtart som beskrevs av André Joseph Guillaume Henri Kostermans. Lindera kinabaluensis ingår i släktet Lindera och familjen lagerväxter. Inga underarter finns listade i Catalogue of Life.